# Jacob Gerard Bosch
Jacob Gerard Bosch (Epe, 15 mei 1925) is een Nederlands voormalig politicus van de PvdA.
Aan het begin van zijn loopbaan is hij werkzaam geweest bij de gemeentesecretarieën van Wieringen en Medemblik. In 1955 ging hij werken bij de gemeente Schoonebeek waar hij het bracht tot hoofdcommies en waarnemend secretaris. In september 1964 werd Bosch benoemd tot burgemeester van de gemeenten Vierpolders en Zwartewaal en in maart 1974 volgde zijn benoeming tot burgemeester van Olst. In november 1982 kwam hij in opspraak door het grote begrotingstekort waarvoor gemeentesecretaris J.A.A.M. Litjens hem aanwees als verantwoordelijke. Kort daarop werd Bosch op medische gronden afgekeurd.